# Vlag van Chubut

Vlag van Chubut

De vlag van Chubut werd aangenomen op 6 januari 2005. De vlag heeft een lichtblauwe achtergrond en toont een tandrad, een opkomende zon, een stuwdam, een tarweplant, een hoekende witte lijn, een horizontale gele lijn en een golvende witte lijn.
Het tandrad, de stuwdam, het tarwe, de gele lijn en de opkomende zon zijn afkomstig uit het wapen van Chubut. Deze elementen uit de vlag hebben allemaal, net als de witte lijnen, een symbolische betekenis. De opkomende zon staat voor een schijnende toekomst en verwijst naar de zon in de Argentijnse nationale vlag. De vijftien stralen verwijzen naar de vijftien departementen van de provincie. Het tandwiel, dat voor de industrie van Chubut staat, omringt de stuwdam Florentino Ameghino die in de rivier Chubut staat. Deze afbeelding van de stuwdam symboliseert de moderne techniek in het algemeen en de geslaagde pogingen om de rivier te beheersen in het bijzonder. De gele lijn symboliseert de rivieren in Chubut en (omdat zij door het tandrak doorbroken wordt) ook de twee fasen in Chubuts geschiedenis als onderdeel van Argentinië: eerst als territorium en vanaf 1957 als provincie. Verder staat de tarweplant voor ontwikkelingen in de landbouw, de witte hoekige lijn voor de Andes en de witte golvende lijn voor de Atlantische Oceaan.
De kleuren in de vlag hebben ook een symbolische betekenis: het lichtblauw staat voor de hemel, het donkerblauw voor rechtvaardigheid, loyaliteit en oprechtheid en het wit voor zuiverheid en overtuiging; het geel symboliseert kracht, vitaliteit, landbouw, schoonheid en de zon. Alle kleuren die in de vlag gebruikt worden komen ook voor in de Argentijnse vlag.
Tot de aanname van de vlag had de provincie geen eigen vlag; men gebruikte alleen de vlag van Argentinië.